# Schürfraupe

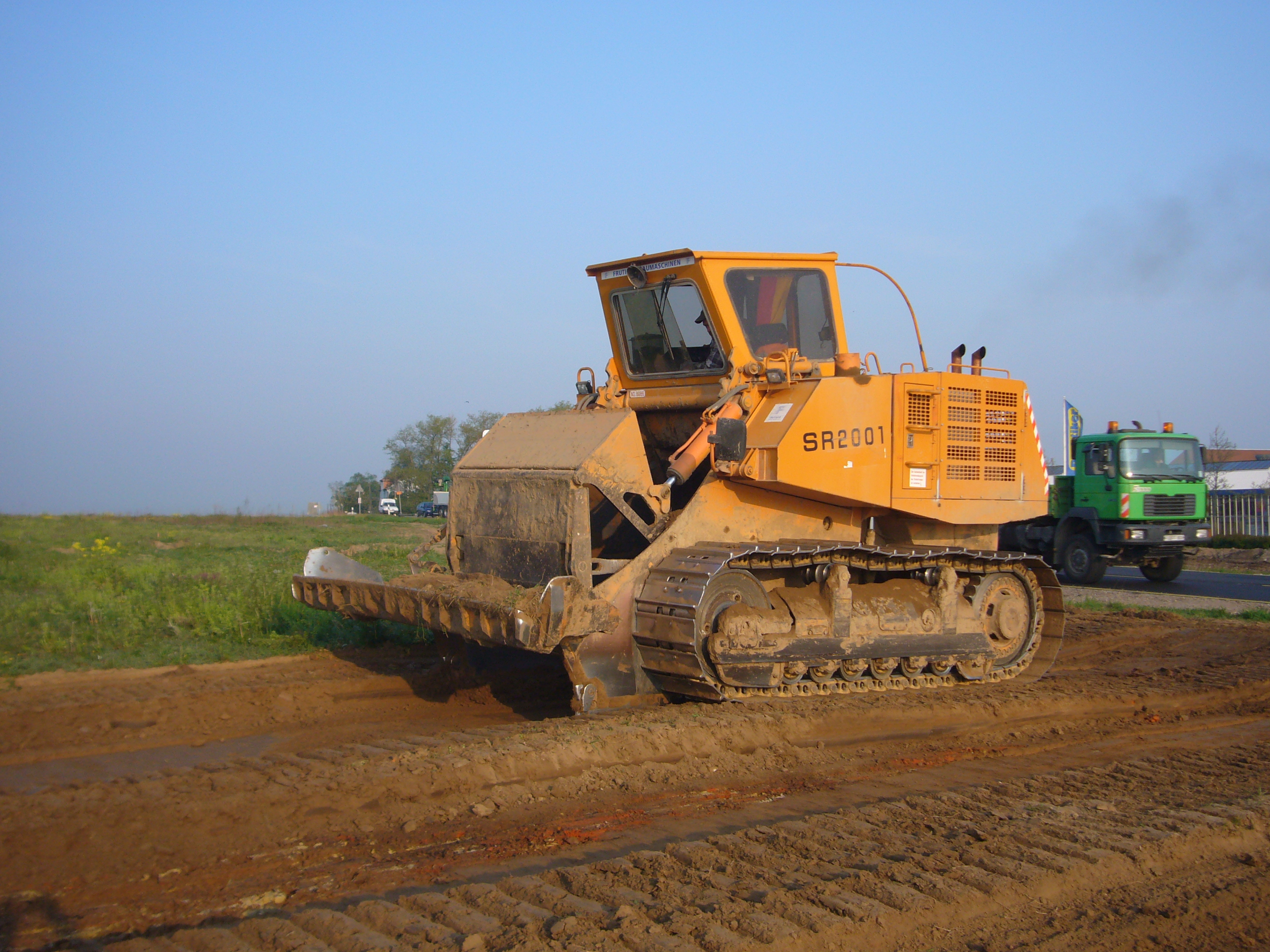
Schürfraupe SR2001 beim Oberbodenabtrag

Eine Schürfraupe oder Schürfkübelraupe ist eine vielseitige Baumaschine, mit deren Hilfe Boden abgetragen, transportiert und an anderer Stelle abgeladen oder wieder eingebaut werden kann. Sie gehört zur Gruppe der Flachbagger und stellt vereinfacht gesprochen eine Kombination aus dem Kettenfahrwerk einer Planierraupe und dem heb- und senkbaren Schürfkübel eines Motorschürfwagens dar.
Schürfraupen werden in der BGL/EUROLISTE unter der Schlüsselnummer D.5.10 – Schürfkübelraupe aufgeführt.

## Geschichte
In den Vorkriegsjahren suchte die Wehrmacht nach einem leistungsfähigen, kompakten und universellen Pioniergerät, das zugleich mit den in Europa herrschenden Boden- und Wetterverhältnissen zurechtkommt. Der Hamburger Baumaschinenhersteller Menck & Hambrock wurde daraufhin mit der Entwicklung und Herstellung eines solchen Pioniergerätes beauftragt. Bis 1939 lieferte das Unternehmen nach den Entwürfen von Hugo Cordes acht Schürfraupen mit der Typenbezeichnung SR39. Sie hatten ein Kübelvolumen von 5 Kubikmeter und eine Leistung von 100 bis 115 PS, die von einem Kaelble-Dieselmotor erzeugt wurden. Da das Werk bereits mit der Fertigung weiterer Rüstungsgüter ausgelastet war, konnte bei diesem Typ allerdings keine höhere Stückzahl erreicht werden. 1943 entwickelte Menck & Hambrock die SR39 zur SR43 weiter. Die Produktion von 30 Maschinen mit einem 120-PS-Motor erfolgte anschließend durch das Stahlbau-Unternehmen Benteler (daher auch die Bezeichnung Benteler-Menck-Schürfraupe).

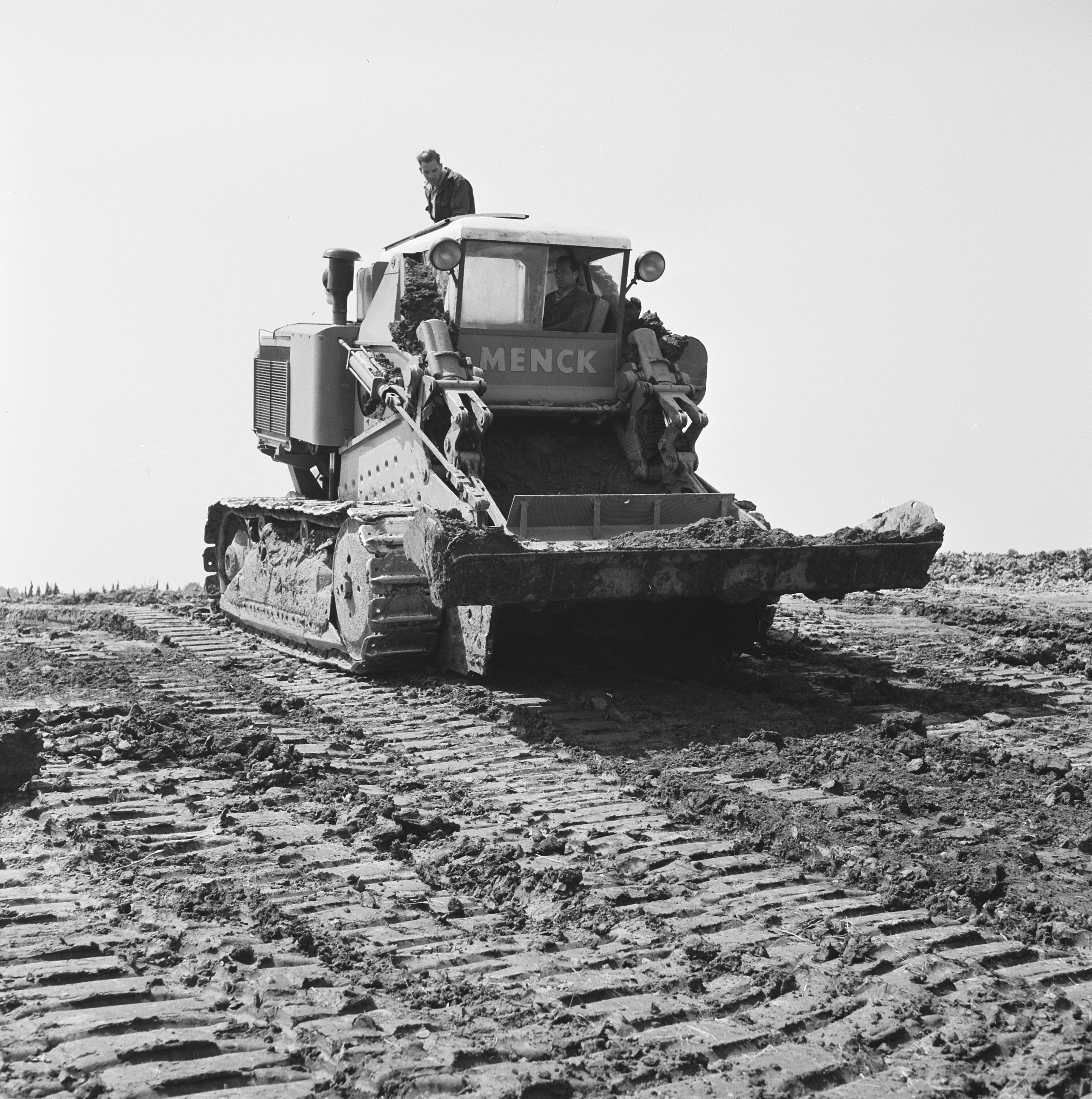
Die SR53 von Menck & Hambrock

Nach dem Zweiten Weltkrieg führten Hugo Cordes und Günter Kühn die Entwicklung und Produktion von Schürfraupen bei Menck und Hambrock fort. So entstanden zunächst ab 1953 jährlich 24 Maschinen vom Typ SR53 mit 6,5 Kubikmeter Kübelvolumen und 175 PS in Einzelfertigung, die anschließend weltweit zum Einsatz kamen. Später entwickelte das Hamburger Unternehmen noch leistungsfähigere Maschinen, wie etwa die Typen SR65 mit 6,5 Kubikmeter Kübelvolumen und 200 PS Leistung. Bei der SR65 kamen weiter erstmals die hydropneumatische Federungselemente zwischen Fahrwerk und Kübel sowie im Fahrwerk an den vorderen Leiträdern zum Einsatz. Die Zahnkränze der hinteren Antriebsräder wurden nicht mehr angeflanscht, sondern kraftschlüssig zwischen zwei Gummiringen festgepresst, was Stöße und Vibrationen vom Fahrwerk vom restlichen Antriebsstrang weitestgehend isoliert. Zusammen mit der hydropneumatischen Federung wurde somit ab der SR65 trotz der relativ hohen Transportgeschwindigkeit ein guter Fahrkomfort erreicht. Diese Federungstechnik wurde auch vom japanischen Hersteller Nippon Sharyo (kurz Nissha) übernommen. Ab 1969 wurde dann die SR85 mit 8,5 Kubikmeter Kübelvolumen und 220 PS Leistung eingeführt. Dies war die erste Schürfraupe mit Lastschaltgetriebe und integriertem Drehmomentwandler von ZF, weiter erhöhte man die Fahrgeschwindigkeit von 11,5 km/h der vorherigen Typen auf nun 14 km/h. Insgesamt wurden bis zum Konkurs von Menck & Hambrock rund 350 Schürfraupen in Hamburg gebaut.
Auf Grundlage einer Lizenzvereinbarung begann in der Nachkriegszeit auch in Japan bei Nissha die Herstellung von Schürfraupen. Gefertigt wurden dort zunächst Maschinen vom Typ SR62  und etwas kleinere Maschinen von Typ  SR40 mit 4 Kubikmeter Kübelvolumen. Auch gab es Weiterentwicklungen, wie etwa die SR264 ohne Lastschaltgetrieb und Wandler. Später stieg der Bedarf an größeren Schürfraupen und Nissha entwickelte daraufhin die SR2000 mit 10 Kubikmeter Kübelvolumen und 315 PS Leistung. Von dieser Schürfraupe wurden zusammen mit dem Nachfolgemodell SR2001 bis zur Produktionseinstellung rund 3000 Stück gefertigt.

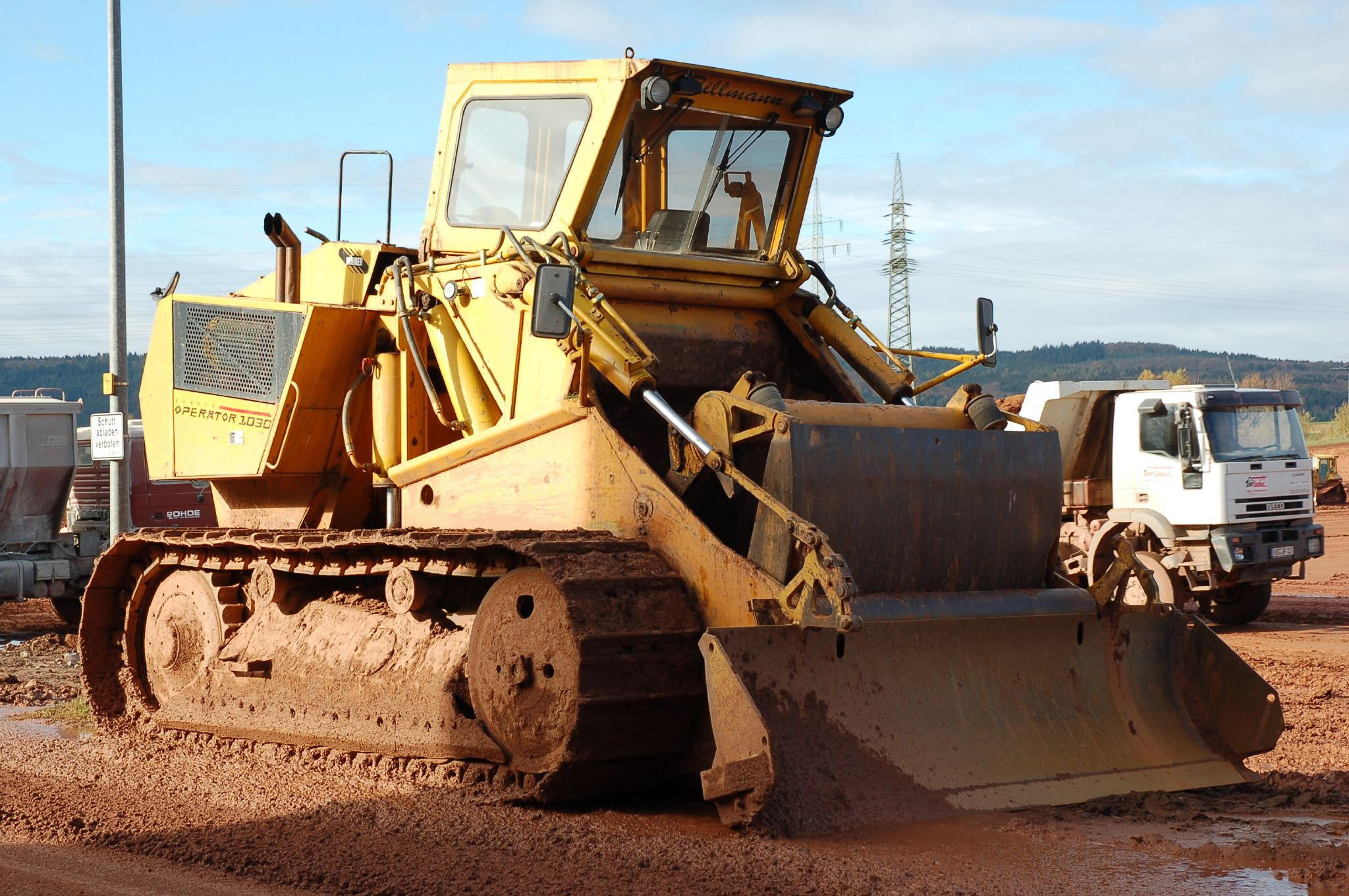
Schürfraupe Operator 1030 von Bührer

Nach dem Konkurs von Menck & Hambrock verbesserte die Schweizer Firma Bührer die bisher verfügbare SR85 und brachte die SR928 sowie die Operator 1030 mit 10 Kubikmeter Kübelvolumen und 300 PS Leistung auf den Markt. Die Schweizer Frutiger Company importierte dagegen zunächst viele Jahre die japanischen Schürfraupen für den Weiterverkauf in Europa und entwickelte erst später eigene.

## Konstruktion
Wesentlicher Bestandteil der Schürfraupe ist der Schürfkübel. Er befindet sich zwischen zwei Kettenlaufwerken in der Mitte der Maschine und kann mit Hilfe von zwei Hydraulikzylindern abgesenkt oder angehoben werden. Vorne besitzt der Kübel eine Schürfleiste für den Schürfvorgang und eine hydraulisch schwenkbare Klappe zum Verschließen des Kübels. Hinten befindet sich die Kübelrückwand, die mit Hilfe der Hydraulik nach vorne gedrückt werden kann, um den Kübel zu entleeren.
Im Heck der Schürfraupe sind der Dieselmotor mit Wandler und Lastschaltgetriebe, die Lenkkupplung und der Kettenantrieb, die Hydraulikanlage sowie sämtliche Steuer- und Bedienungselemente angeordnet. Diese Komponenten liegen in einer Wanne und sind damit vor Schmutz und Wasser geschützt. Vor dem Kübel ist ein Planierschild angeordnet, das während des Schürfvorgangs nach oben geklappt werden kann. Oberhalb von Kübel und Motor befindet sich die Fahrerkabine. Der dort befindliche Fahrersitz ist quer zur Fahrtrichtung eingebaut, sodass der Maschinist freie Sicht bei der stets wiederkehrenden Vorwärts- und Rückwärtsfahrt hat und möglichst ermüdungsfrei arbeiten kann.

## Arbeitsweise
Die Schürfraupe führt im Regelbetrieb die folgenden Arbeitsschritte aus:
1. Im ersten Schritt wird während der Vorwärtsfahrt im 1. oder 2. Gang der Kübel bis zur gewünschten Schürftiefe abgesenkt (maximal möglich sind knapp 50 cm) und auf diese Weise der anstehende Boden gelöst und gleichzeitig geladen. Nach etwa 20 bis 30 Sekunden und einer Schürfstrecke von 20 bis 40 Metern ist der Kübel vollständig gefüllt. Dann erfolgt das Schließen der Frontklappe und das Anheben des Kübels.
2. Anschließend wird der Aushub im angehobenen Kübel mit einer Geschwindigkeit von etwa 15 bis 20 km/h zur Entladestelle transportiert.
3. Im nächsten Schritt erfolgt der Einbau des Materials an der Entladestelle. Es besteht die Möglichkeit das Material während der Fahrt aus dem Kübel herauszudrücken und damit flächig aufzutragen. Eine andere Möglichkeit ist, den Kübel im Stand auf Halde oder an einer Böschungskante zu entleeren.
4. Zuletzt fährt die Schürfraupe rückwärts wieder mit einer Geschwindigkeit von 15 bis 20 km/h zurück zur Schürfstelle und der Ablauf beginnt erneut. Aufgrund der abwechselnden Vorwärts- und Rückwärtsfahrt wird dieser Ablauf auch Pendelverkehr genannt. Wenn die Schürfraupe mit Reißzähnen ausgestattet ist, kann bei der Rückwärtsfahrt der Boden noch aufgerissen werden.

## Einsatz
Mit Hilfe der Schürfraupe kann Boden mit weicher bis fester Konsistenz gelöst, geladen, transportiert und anschließend aufgeschüttet oder wieder eingebaut werden. Das Planierschild oder zusätzliche Reißzähne erweitern dabei die Einsatzmöglichkeiten. Anders als beim Erdbaubetrieb mit luftbereiften Fahrzeugen funktioniert dies aufgrund des Kettenfahrwerks auch auf besonders weichen Böden. Zudem kann die Schürfraupe bei einer Wassertiefe von 1 Meter (mit spezieller Ausrüstung sind sogar 1,8 Meter möglich) eingesetzt werden, ohne Schaden zu nehmen. Mit einer Fahrgeschwindigkeit von 15 bis 20 km/h (mit Ladung, vorwärts und rückwärts auf ebenem Untergrund), 100 Meter Förderweg und einem Kübelvolumen von 10 Kubikmeter lässt sich eine Einbauleistung von bis zu 200 Kubikmeter pro Stunde oder knapp 2000 Kubikmeter am Tag erreichen. Als wirtschaftlich gelten dabei für die Schürfraupe Transportentfernungen von 50 Meter bis 500 Meter.
Trotz ihrer Leistungsfähigkeit und langen Geschichte sind Schürfraupen wenig verbreitet und vielen am Bau Beteiligten sogar unbekannt. Es gibt jedoch auch berechtigte Kritikpunkte am Schürfraupeneinsatz. So stellt die Bedienung dieser schweren und dabei schnellen Maschine hohe Anforderungen an den Maschinisten und es nimmt viel Zeit in Anspruch, bis dieser die Maschine vollumfänglich beherrscht. Zudem ist er häufig auf sich allein gestellt, da meist keine weiteren Maschinen auf der Baustelle im Einsatz sind. Kritisiert werden auch die hohen Anschaffungs- und Unterhaltskosten (höherer Kettenverschleiß und Kraftstoffverbrauch). Es muss dabei allerdings beachtet werden, dass die Schürfraupe durch ihre Konstruktion und Ausstattung viele Erdbauaufgaben bewältigen kann, für die sonst mehrere Baumaschinen benötigt werden bzw. zusammenarbeiten müssen. So lässt sich beispielsweise ein Erdbaubetrieb mit einem Hydraulikbagger, zwei bis vier Lkw und einer Planierraupe durch eine Schürfraupe ersetzen und somit Geld einsparen.

## Hersteller

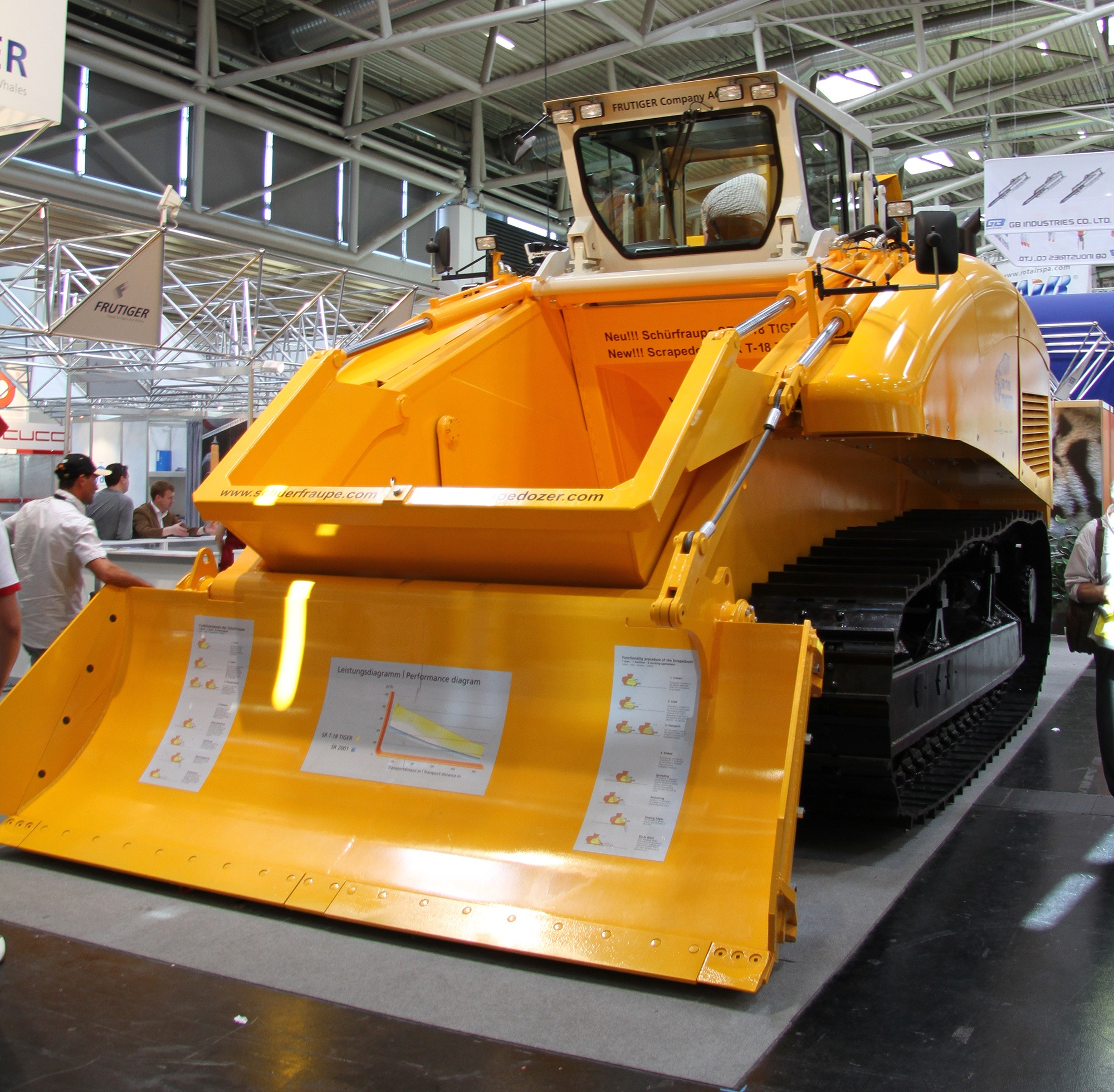
Die SR T-18 Tiger von Frutiger auf der bauma 2010

Der einzig verbliebene Hersteller für Schürfraupen ist gegenwärtig (Stand Dezember 2019) die Firma Frutiger aus Winterthur in der Schweiz. Ihre erste Eigenentwicklung war die SR3000 Tiger mit 15 Kubikmeter Kübelvolumen und 480 PS Leistung. Im Jahre 2007 brachte Frutiger dann das Nachfolgemodell SR T-18 Tiger auf den Markt. Diese bisher größte je gebaute Schürfraupe hat ein Kübelvolumen von 18 m³, ist 7,2 m lang, 3,50 m breit, 3,4 m hoch und wiegt rund 38 t (Leergewicht). Ihr Kübel besitzt eine Schürfbreite von 1,92 m und die Leistung liegt zwischen 200 m³/h bis 450 m³/h je nach eingesetztem Modell bei etwa 100 m Transportentfernung.